# Glamoč
Glamoč (în sârbă Гламоч) este un oraș și o comună în Cantonul 10 al Federației Bosnia și Herțegovina, o entitate din Bosnia și Herțegovina. Este situat în sud-vestul Bosniei și Herțegovinei, la poalele munților Staretina și Velika Golija și la marginea părții centrale a Câmpiei Glamoč. Comuna cuprinde orașul Glamoč ca sediu al comunei și peste 50 de sate și cătune situate de-a lungul câmpiei. Se află în mare parte în regiunea istorică și geografică Tropolje. Conform recensământului din 1991, comuna Glamoč a avut o populație 12.593 de locuitori, după Războiul Bosniac, în 2013, populația comunei era de doar 3.860 de locuitori.

## Nume
În timpul perioadei otomane, orașul a fost înregistrat ca Biograd (orașul alb), Belgradčik sau Biogradaz.

## Așezări
- Babića Brdo
- Biličić
- Crni Vrh
- Ćirići
- Ćoslije
- Dolac
- Dragnjić
- Dubrave
- Đuličan
- Glamoč
- Glavica
- Halapić
- Hasanbegovci
- Hasići
- Hotkovci
- Hozići
- Hrbine
- Isakovci
- Jakir
- Kamen
- Karajzovci
- Karlovac
- Kopić
- Korićna
- Kovačevci
- Krasinac
- Malkočevci
- Malo Selo
- Maslina Strana
- Mladeškovci
- Odžak
- Opačić
- Perduhovo Selo
- Petrovo Vrelo
- Podglavica
- Podgradina
- Podgreda
- Potkraj
- Popovići
- Pribelja
- Prijani
- Radaslije
- Rajićke
- Reljino Selo
- Rore
- Rudine
- Skucani
- Staro Selo
- Stekerovci
- Šumnjaci
- Vagan
- Vidimlije
- Vrba
- Zaglavica
- Zajaruga

## Istorie

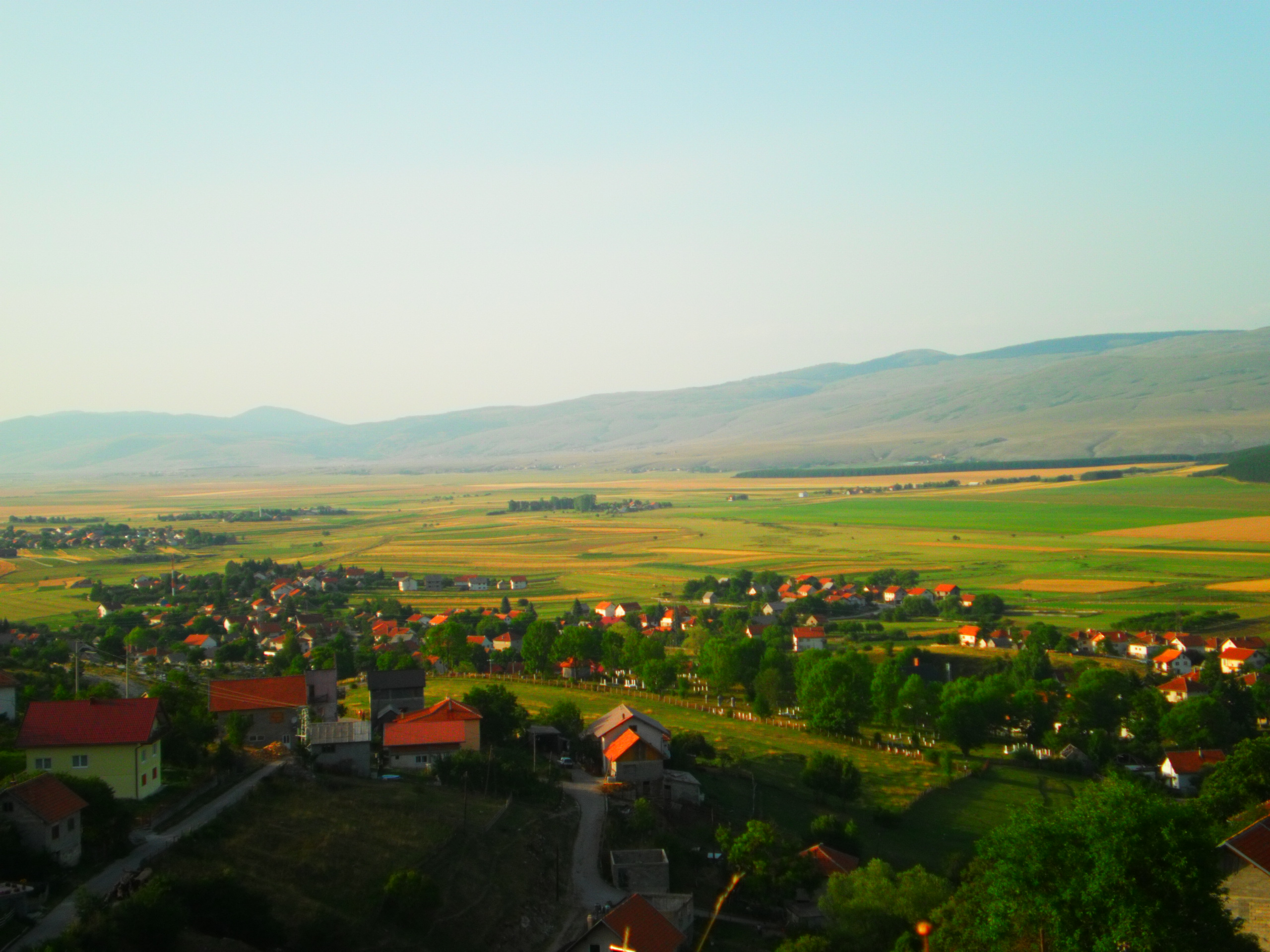
Glamoč

Zona Glamoč a fost locuită cel puțin din neolitic. La sfârșitul epocii bronzului, populația neolitică a fost înlocuită de triburi indo-europene mai războinice cunoscute sub numele de iliri, în special dalmați. Capitala lor a fost Delminium, care se găsea în locul în care se află Tomislavgrad de astăzi. Dalmații au lăsat multe obiecte care permit istoricilor să afle despre prezența lor în această zonă. Cele mai importante urme ale existenței acestora se numesc gradine, rămășițe ale așezărilor ilirice care au fost răspândite de-a lungul câmpiei Glamoč. Pe teritoriul comunei Glamoč au fost găsite 34 de gradine. Așezările au fost plasate strategic în scop defensiv. Romanilor le-a luat peste 200 de ani pentru a ocupa această regiune.
După cucerirea romană, s-au fondat municipii în această zonă, în provincia romană Dalmatia. Cel mai important municipium a fost Salvium, care anterior a fost o așezare ilirică. Salvium se află la 6 km distanță de orașul Glamoč. O bazilică creștină timpurie a fost descoperită pe teritoriul comunei Salvium. A fost construită în secolul al VI-lea, probabil pe rămășițele unui templu roman. La nord de Glamoč, a fost construită o a doua bazilică, probabil în același timp cu construirea bazilicii menționate mai sus din Salvium. Aceste bazilici au aparținut eparhiei de Salona. În 533, au devenit parte a nou înființatei eparhii din Ludrum (Knin, Croația). Bazilicile au fost probabil distruse în timpul invaziei avarilor din 597.

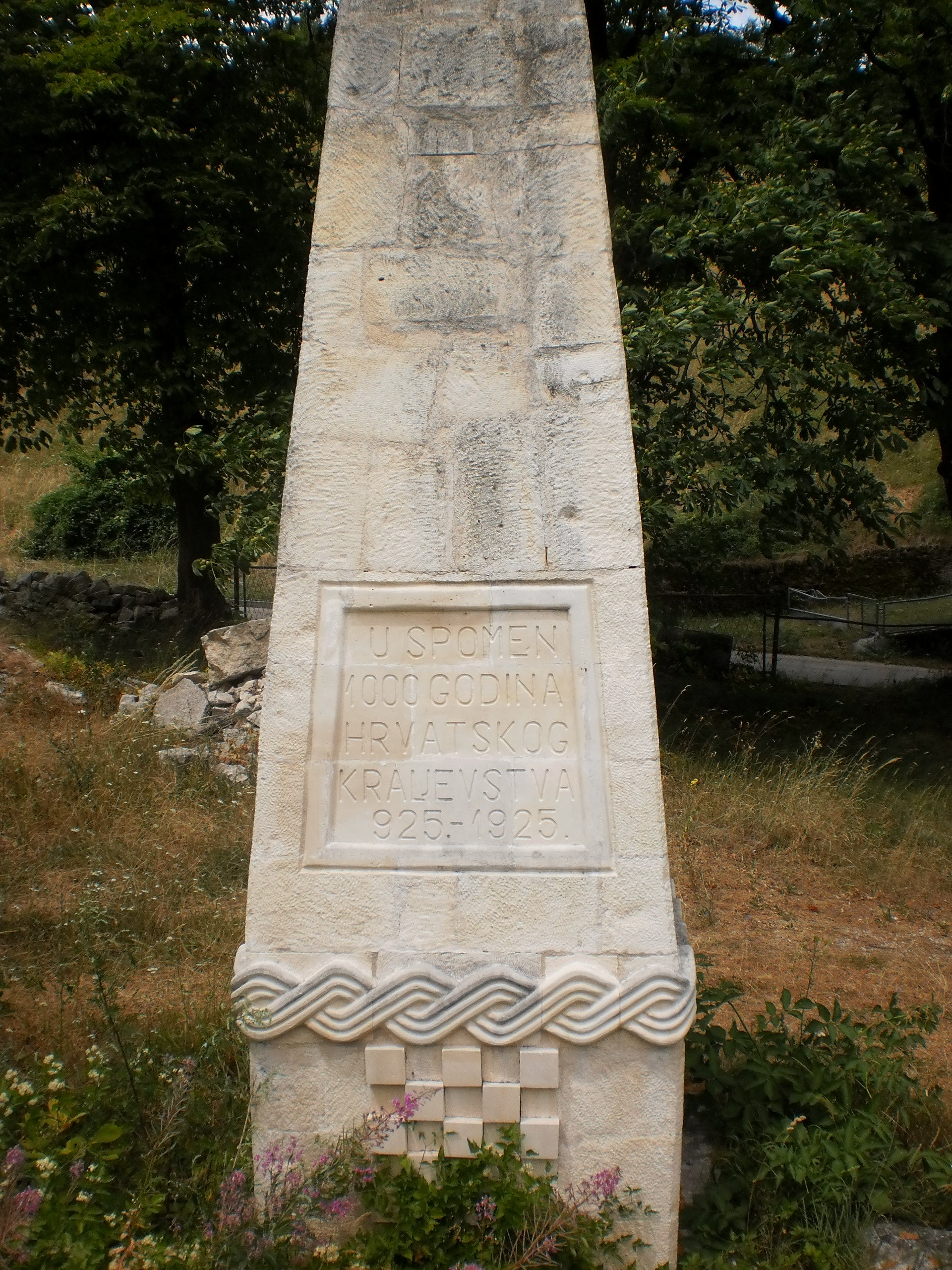
Monument de la a aniversarea a 1000 de ani a Regatului Croației (925 - 1925)

Odată cu prăbușirea stăpânirii romane în secolul al V-lea, mai întâi triburile barbare și apoi Imperiul Bizantin au ocupat această regiune. În secolul al VII-lea, slavii sudici au migrat în regiunea balcanică. Au adus cultura și obiceiurile slave care s-au contopit treptat cu cultura ilirică. Comunității i s-a acordat statutul de parohie (župa) în județul Hlivno după ce regele Tomislav a fondat Regatul Croației în 925. Prin urmare, orașul, până la sfârșitul secolului al X-lea, și-a dezvoltat toate infrastructurile necesare pentru dobândirea statutului de parohie. În 1078 a fost menționată ca parohie de hotar a Arhiepiscopiei Splitului.
A fost construită o biserică care era închinată Fecioarei Maria. În apropiere de oraș, au fost construite biserica Sf. Ecaterina și Mănăstirea franciscană Sfântul Elias. În cadrul mănăstirii se afla Biserica Adormirea Maicii Domnului. Biserica a fost menționată în 1446 când Papa Eugen al IV-lea a lăudat-o. Rămășițele zonei au fost găsite în mai multe sate din jur, ceea ce indică o populație densă a zonei. Banul bosniac Stjepan al II-lea Kotromanić a cucerit Glamoč și orașele învecinate, Hlivno și Dlmno (Tomislavgrad) în 1326. De atunci, această zonă a fost numită Tropolje, adică trei câmpuri, sau Završje. Până în 1357, Glamoč a fost o posesie a familiei nobiliare Hrvatinić.
În 1357, banul bosniac Tvrtko I a cedat cererilor maghiare și a oferit Tropolje regelui maghiar Ludovic I cel Mare. În același an, Grgur Stjepanić a fost menționat ca Domn de Glamoč. El, împreună cu alți nobili din Tropolje, s-a răzvrătit împotriva lui Tvrtko, așa că Glamoč a rămas sub stăpânirea maghiară până în 1387. Între timp, Tvrtko a fost încoronat ca rege al Bosniei și cu ajutorul lui Hrvoje Vukčić Hrvatinić a recuperat zona. La sfârșitul secolului al XIV-lea, Pavao Maštrović Klešić a devenit Domn de Glamoč. Regele bosniac Stjepan Ostoja a preluat domnia zonei, dar când a avut nevoie de Pavao ca aliat, i-a dat-o înapoi în anul 1404.

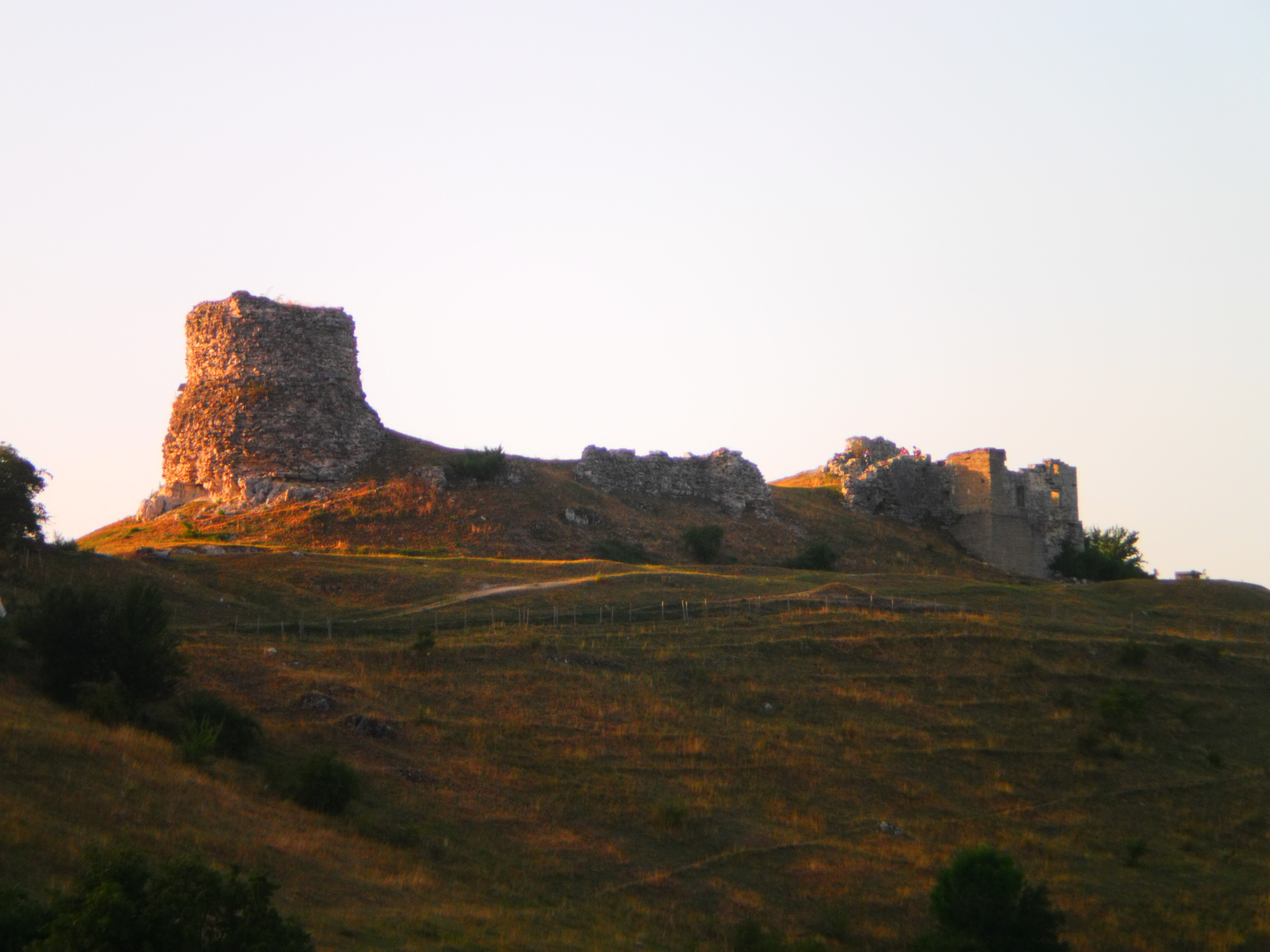
Ruinele Cetății

Glamoč a căzut sub stăpânirea otomană în anul 1515. În 1516, a fost menționată ca nahia Dlamoč sau Belgrad din kadilukul Neretva. A rămas o parte a Sangeacului Bosnia până în 1537. În 1550 și 1574 a fost înregistrat ca o nahie din kadilukul Skradin din Sangeacul Klis. După ce Klis a fost eliberat în 1648, Glamoč a devenit parte a kadilukului Livno.
În perioada otomană orașul a fost numit Biograd sau Belgradčik. A fost înregistrat sub acest nume până în 1833. O sursă venețiano-dalmată din prima jumătate a secolului al XVII-lea a consemnat că Biogradaz era o cetate cu mai multe turnuri. În a doua jumătate a secolului al XVIII-lea, s-a menționat că orașul se afla de-a lungul graniței dalmate și că a fost bine fortificat, dar că avea puține unități de artilerie. Cetatea a fost abandonată în 1851 și parțial demolată în 1882.

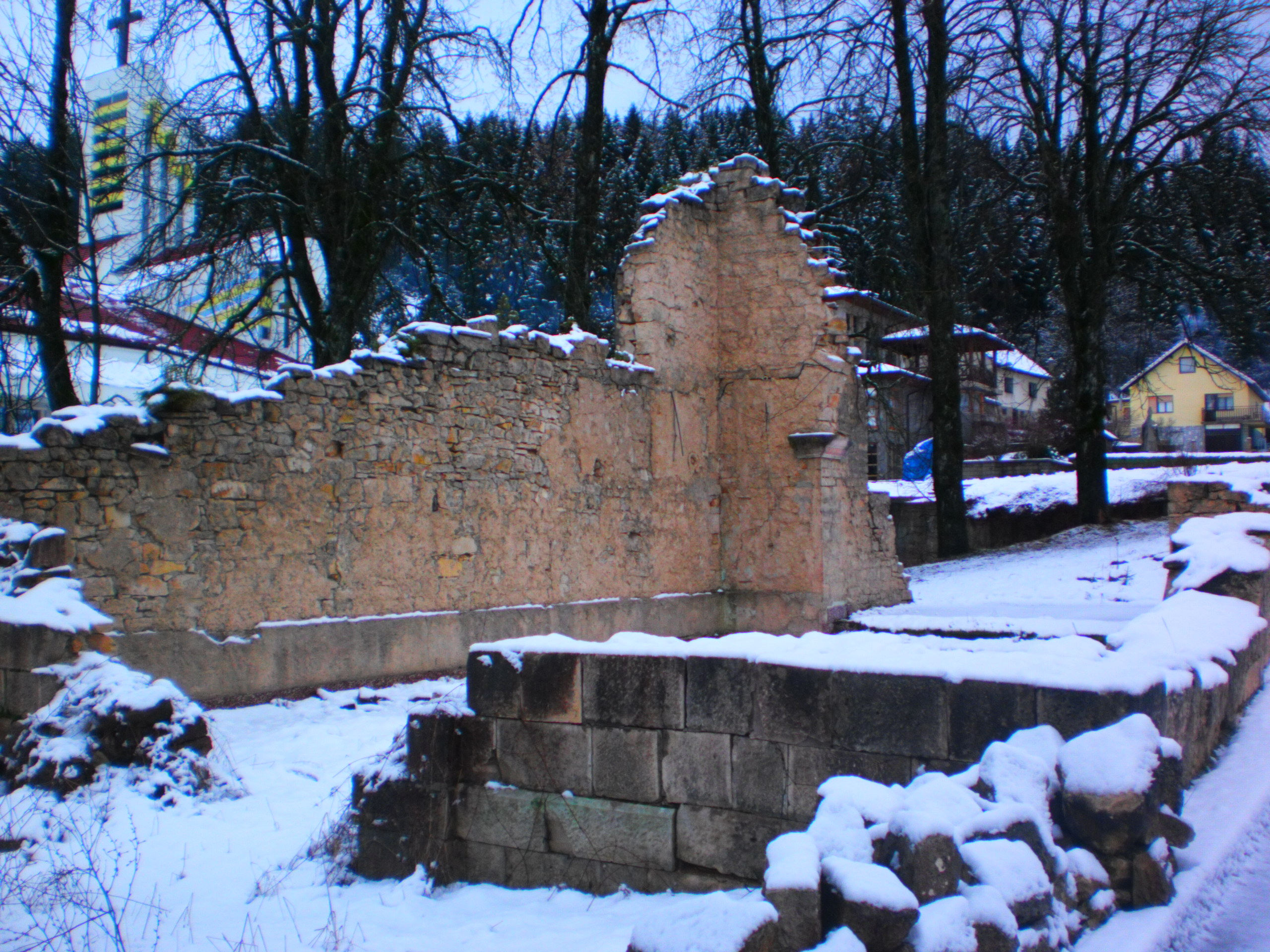
Biserică catolică construită în 1903 și demolată în 1992 în timpul războiului bosniac.

În 1878, prin deciziile Congresului de la Berlin, Bosnia și Herțegovina, inclusiv Glamoč, au intrat sub stăpânirea austro-ungară. A urmat anexarea completă în 1908. Administrativ, orașul era situat în districtul Travnik. La acea vreme, un număr semnificativ de catolici, majoritatea din Dalmația, au venit în zonă astfel încât biserica catolică Sfântul Elias a fost construită în 1903. 
După sfârșitul Primului Război Mondial și dizolvarea Austro-Ungariei, provincia Bosnia și Herțegovina, împreună cu Glamoč, au devenit parte a statului slovenilor, croaților și sârbilor și la scurt timp după aceea parte a Regatului sârbilor, croaților și slovenilor. După ce Constituția Vidovdan din 1921 a stabilit noi împărțiri administrative, orașul a devenit parte a județului (oblastului) Travnik. Țara și-a schimbat numele în Regatul Iugoslaviei în 1929 și atunci Glamoč a devenit parte a unei noi unități administrative, Banovina Vrbas (din 1929 până în 1941).
La 9 ianuarie 1992, Adunarea sârbilor din Bosnia și Herțegovina a adoptat Proclamația Republicii poporului sârb din Bosnia și Herțegovina (Republika Srpska). La 28 februarie 1992, Constituția Republicii Srpska a fost adoptată , aceasta a declarat că teritoriul statului include regiuni autonome sârbe, comune și alte entități etnice sârbe din Bosnia și Herțegovina, inclusiv Glamoč, unde sârbii bosniaci reprezentau 79% din populație. 
La începutul anului 1992, mulți bosniaci și croați bosniaci au părăsit Glamoč. Cei care au rămas au avut de suferit din cauza forțelor sârbe. O primă victimă a acestora a fost un medic croat, dr. Alojzije Kelava, care a fost ucis în centrul orașului la 24 februarie 1992 de Petar Vrakela, membru al Armatei Republicii Srpska (VRS).

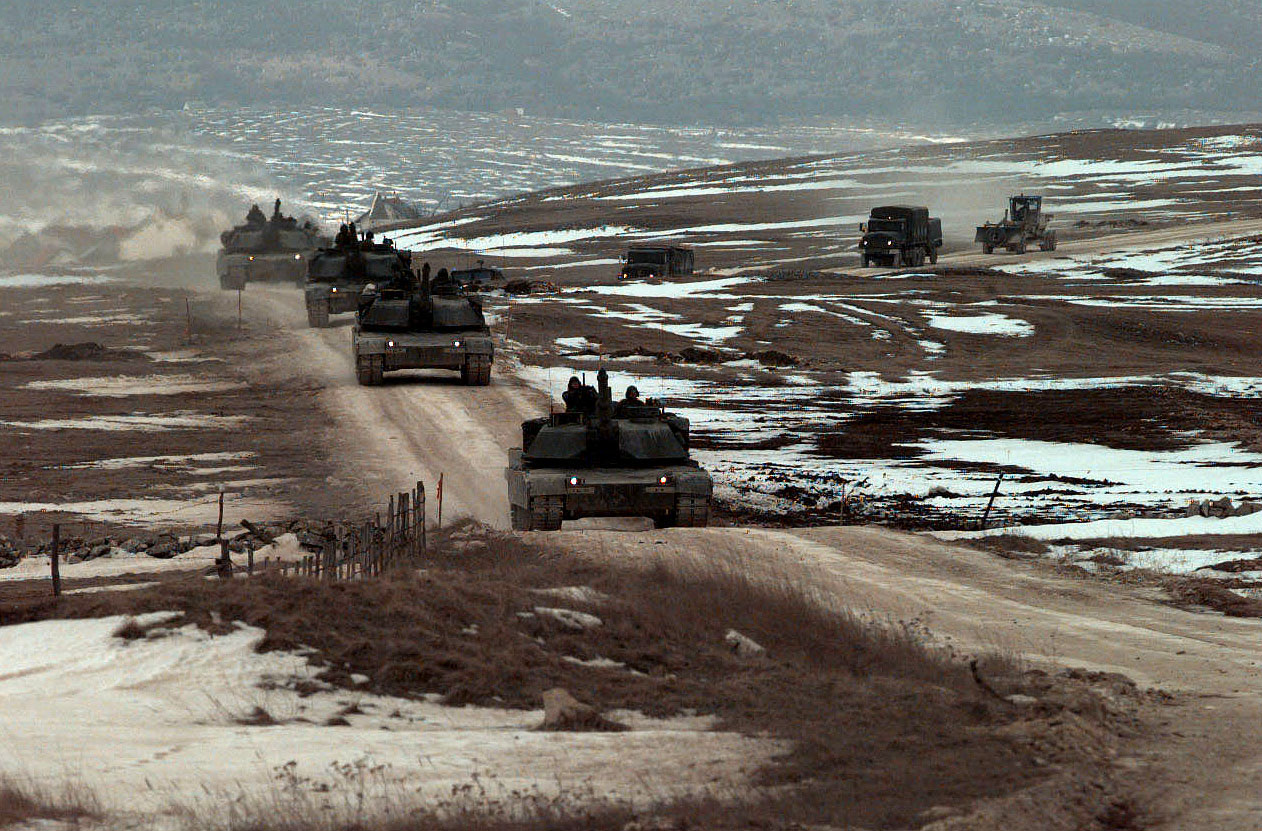
Tancuri ale armatei americane desfășurate la Glamoč ca parte a Forței de Stabilizare (Stabilization Force)

La scurt timp după aceea, forțele sârbe au început purificarea etnică a populației non-sârbe și distrugerea patrimoniului cultural și istoric bosniaco-herțegovinian. În 1992, biserica catolică, rectoratul și moscheea orașului au fost distruse. Preotul paroh din Glamoč, Rev. Zvonimir Matijević a fost arestat și dus la închisoarea din Knin unde a fost torturat.
Dinspre câmpia Glamoč, sârbii au asediat și au bombardat orașul din apropiere, Livno. La începutul anului 1995, majoritatea populației non-sârbe a părăsit deja comuna. La 25 iulie 1995, Armata Croată și Consiliul Croat de Apărare au început operațiunea Ljeto '95 (Vara 1995). În următoarele câteva zile, o mare parte a populației sârbe a părăsit Glamoč, păzită de trupe ale Armatei Republicii Srpska. La 29 iulie, trupele Consiliului Croat de Apărare care atacau dinspre sud au ocupat orașul.
La scurt timp, zona a fost locuită de refugiați care au venit din Republica Srpska și din centrul Bosniei. Unii au rămas în Glamoč. Între timp, unii dintre croații și bosniacii care au părăsit Glamoč la începutul războiului și unii dintre sârbii care au părăsit Glamoč după ce armata croată l-a cucerit s-au întors. După semnarea Acordului de la Dayton, Glamoč a devenit o comună a Cantonului 10 din Federația Bosniei și Herțegovinei. Războiul a provocat un declin economic și demografic al comunei. Fonduri mari au fost dedicate reconstrucției infrastructurii distruse, dar zona este încă subdezvoltată.

## Geografie
Zona comunei Glamoč include o zonă carstică tipică cu două zone geomorfologice - un câmp larg de câmpie de aproximativ 129 km2 și o zonă mult mai mare de creste montane și platouri carstice de aproximativ 867 km2.
Glamočko polje este o câmpie carstică vastă și destul de închisă, care se întinde în direcția NW-SE cu aproximativ 45 km. Câmpul este cel mai lat, 12 km, în partea sa centrală în direcția Glamoč - Podgreda și este cel mai îngust între Vidimli și Osoj, unde laturile muntelui, care îl încadrează, se apropie la 700 m. Din toate părțile, câmpia este pur și simplu baricadată de munți carstici înalți care au vârfuri de la 2006 m deasupra nivelului mării până la 1100 m deasupra nivelului solului.
Aceste platouri carstice și crestele montane sunt conectate între ele în această ordine
- Cincar 2006 m,[18]
- Vitorog 1907 m,[19]
- Golija 1890 m,
- Šator 1876 m,
- Malovan 1830 m,
- Bukovača 1651 m,
- Čatrnja 1634 m,
- Čardak 1604 m,
- Kurljaj 1590 m,
- Ovčar 1578 m,
- Staretina 1490 m,
- Riđuša 1361 m,

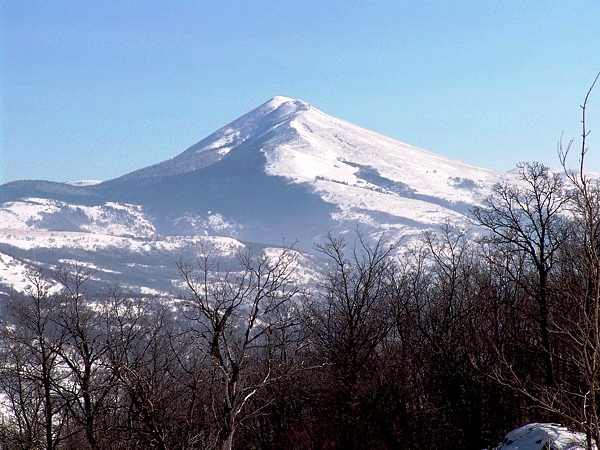
Vârful Cincar

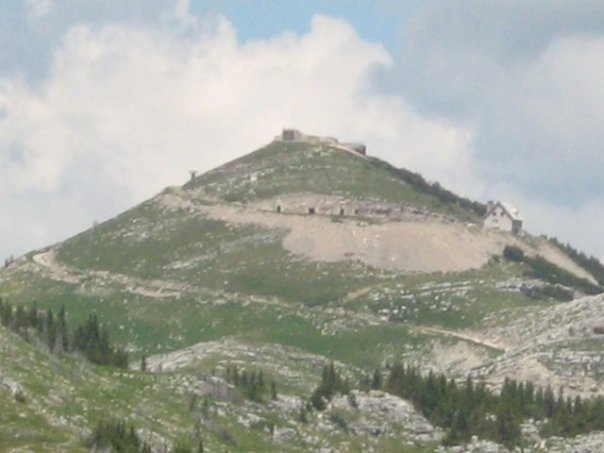
Vârful Vitorog

- Crni vrh (munte din Glamoč) 1359 m,
- Krug 1297 m
- Mliništa 1230 m,
- Korićina 1172 m și
- Borovnjača 1040 m.

### Climat
Clima din Glamoč este clasificată ca fiind un climat temperat-oceanic (Cfb în sistemul de clasificare climatică Köppen), aproape de limita climatului continental umed. Glamoč are patru anotimpuri. Verile sunt calde, iar iernile sunt reci, fără un sezon secetos pronunțat.

## Demografie
<div class="transborder" style="position:absolute;width:100px;line-height:0;
Structura naționalităților, conform recensământului din 2013
     Sârbi (43,5%)
     Bosniaci (32,41%)
     Croați (23,47%)
     Alții (0,62%)
Conform recensământului din 1991, comuna Glamoč a avut 12.593 de locuitori, distribuiți în 55 de așezări. În 2013, populația comunei a scăzut la 3.860 de locuitori.

### Populația
| Populația așezărilor - comuna Glamoč | Populația așezărilor - comuna Glamoč | Populația așezărilor - comuna Glamoč | Populația așezărilor - comuna Glamoč | Populația așezărilor - comuna Glamoč | Populația așezărilor - comuna Glamoč | Populația așezărilor - comuna Glamoč | Populația așezărilor - comuna Glamoč | Populația așezărilor - comuna Glamoč | Populația așezărilor - comuna Glamoč |
| ------------------------------------ | ------------------------------------ | ------------------------------------ | ------------------------------------ | ------------------------------------ | ------------------------------------ | ------------------------------------ | ------------------------------------ | ------------------------------------ | ------------------------------------ |
|                                      | Așezare                              | 1931                                 | 1948                                 | 1953                                 | 1961                                 | 1971                                 | 1981                                 | 1991                                 | 2013                                 |
|                                      | Total                                | 24.877                               |                                      |                                      | 15.835                               | 16.979                               | 14.120                               | 12.593                               | 3.860                                |
| 1                                    | Glamoč                               |                                      |                                      |                                      | 1.626                                | 2.597                                | 3.777                                | 4.256                                | 1.885                                |
| 2                                    | Hasići                               |                                      |                                      |                                      |                                      |                                      |                                      | 745                                  | 241                                  |
| 3                                    | Kovačevci                            |                                      |                                      |                                      |                                      |                                      |                                      | 421                                  | 203                                  |
| 4                                    | Radaslije                            |                                      |                                      |                                      |                                      |                                      |                                      | 863                                  | 340                                  |

### Compoziția etnică
|              | 2013           | 1991           | 1981           | 1971           | 1961           |
| Total        | 1.885 (100,0%) | 4.256 (100,0%) | 3.777 (100,0%) | 2.597 (100,0%) | 1.626 (100,0%) |
| Croați       | 762 (40,42%)   | 43 (1.010%)    | 52 (1.377%)    | 85 (3.273%)    | 65 (3.998%)    |
| Sârbi        | 556 (29,50%)   | 3.254 (76,46%) | 2.686 (71,11%) | 1.701 (65,50%) | 846 (52,03%)   |
| Bosniaci     | 549 (29,12%)   | 852 (20,02%)   | 809 (21,42%)   | 758 (29,19%)   | 450 (27,68%)   |
| Alții        | 18 (0,955%)    | 16 (0,376%)    | 9 (0,238%)     | 15 (0,578%)    | 4 (0,246%)     |
| Iugoslavi    |                | 91 (2.138%)    | 213 (5.639%)   | 23 (0,886%)    | 251 (15,44%)   |
| Muntenegreni |                |                | 4 (0,106%)     | 5 (0,193%)     | 6 (0,369%)     |
| Albanezi     |                |                | 3 (0,079%)     | 9 (0,347%)     | 2 (0,123%)     |
| Macedoneni   |                |                | 1 (0,026%)     | 1 (0,039%)     | 1 (0,062%)     |
| Sloveni      |                |                |                |                | 1 (0,062%)     |

|              | 2013           | 1991            | 1981            | 1971            | 1961            | 1931            |
| Total        | 3.860 (100,0%) | 12.593 (100,0%) | 14.120 (100,0%) | 16.979 (100,0%) | 15.835 (100,0%) | 24.877 (100,0%) |
| Sârbi        | 1.679 (43,50%) | 9.951 (79,02%)  | 11.106 (78,65%) | 13.870 (81,69%) | 12.904 (81,49%) | 19.924 (80,09%) |
| Bosniaci     | 1.251 (32,41%) | 2.257 (17,92%)  | 2.276 (16,12%)  | 2.621 (15,44%)  | 1.413 (8.923%)  | 3.607 (14,50%)  |
| Croați       | 906 (23,47%)   | 184 (1.461%)    | 238 (1.686%)    | 378 (2.226%)    | 461 (2.911%)    | 1.342 (5.390%)  |
| Alții        | 24 (0,622%)    | 83 (0,659%)     | 98 (0,694%)     | 57 (0,336%)     | 16 (0,101%)     | 4 (0,020%)      |
| Iugoslavi    |                | 118 (0,937%)    | 389 (2.755%)    | 31 (0,183%)     | 1.020 (6.441%)  |                 |
| Muntenegreni |                |                 | 6 (0,042%)      | 11 (0,065%)     | 15 (0,095%)     |                 |
| Albanezi     |                |                 | 4 (0,028%)      | 9 (0,053%)      | 2 (0,013%)      |                 |
| Macedoneni   |                |                 | 3 (0,021%)      | 2 (0,012%)      | 2 (0,013%)      |                 |
| Sloveni      |                |                 |                 |                 | 2 (0,013%)      |                 |

## Politică
Comuna este guvernată de primar, care este ales în alegerile comunale locale la fiecare patru ani, în care este ales și Consiliul Comunal, care este format din 15 consilieri, care sunt aleși pe liste de partid. Membrii Consiliului Comunal sunt aleși direct, iar pe baza voturilor primite, proporțional cu ponderea partidului, reprezintă partidul ales în Consiliul Comunal. Puterile primarului și ale Consiliului municipal sunt reglementate de lege și de statutul comunei.
Cu un total de 1.036 voturi (50,93%), Radovan Markovic, membru al coaliției SNSD / SP RS, a fost ales primar în 2016.
La alegerile pentru Consiliul Comunal, desfășurate în 2 octombrie 2016, au fost aleși 4 reprezentanți ai Alianței Independenților Social-Democrați (SNSD), 2 din Partidul Acțiunii Democratice, 2 din Frontul Democrat, 2 din Uniunea Democrată Croată, 1 din Partidul Social Democrat, 1 din Partidul Progresului Democrat, 1 din partea Partidului Socialist (SP RS), 1 din partea Uniunii creștin Democrate Croate și 1 din Uniunea Democrată Croată 1990.

## Transporturi
Pe lângă traficul rutier din Glamoč, pista Suhopolje se află la 4 km distanță de centrul comunei. Configurația câmpiei (Glamočko polje) este de așa natură încât avioanele pot ateriza în mai multe locuri.

## Oameni notabili
- Miroslav Čangalović, cântăreț de operă
- Todor Petrović, fotbalist
- Obrad Piljak, om politic
- Pavao Posilović, episcop și scriitor romano-catolic
- Stojan Srdić, scriitor
- Zdravko Tolimir, comandant în armata Republicii Srpska
- Zaim Topčić, scriitor
- Vule Trivunović, fotbalist
- Slavko Zagorac, fotbalist și manager retras

## Alte persoane notabile
- Ivo Lola Ribar, comunist iugoslav, a fost ucis în apropiere de Glamoč într-un atac aerian